# Anthony Terlazzo
Anthony "Tony" Terlazzo (28 de julho de 1911, em Patti, Itália – 26 de março de 1966, em Los Angeles) foi um halterofilista naturalizado americano nascido na Itália. Ele foi o primeiro levantador de peso dos Estados Unidos a ganhar uma medalha de ouro olímpica, o que fez em 1936.
Terlazzo ganhou medalha de bronze em halterofilismo nos Jogos Olímpicos de Los Angeles 1932, na categoria até 60 kg. Quatro anos mais tarde, em Berlim, ele ganhou ouro na mesma categoria.
Depois disso, foi campeão mundial em 1937 e em 1938, na categoria até 67,5 kg.